# Caungula
Caungula – miasto w Angoli, w prowincji Lunda Północna.